# ボーデア (小惑星)
ボーデア (998 Bodea) は、小惑星帯に位置する小惑星である。
カール・ラインムートがハイデルベルクで発見した。ティティウス・ボーデの法則を発見したドイツの天文学者であるヨハン・ボーデにちなんで命名された。